# Bàn Long
Bàn Long là một xã thuộc huyện Châu Thành, tỉnh Tiền Giang, Việt Nam.

## Địa lý
Địa giới hành chính xã Bàn Long:
Xã Bàn Long nằm ở phía tây nam huyện Châu Thành 
- Phía Đông giáp xã Vĩnh Kim
- Phía Tây giáp xã Mỹ Long, huyện Cai Lậy
- Phía Nam giáp xã Phú Phong
- Phía Bắc giáp xã Bình Trưng.

Xã Bàn Long có 9,41 km² diện tích và dân số năm 2013 là 8.636 người.

### Điều kiện tự nhiên - tài nguyên - nhân lực

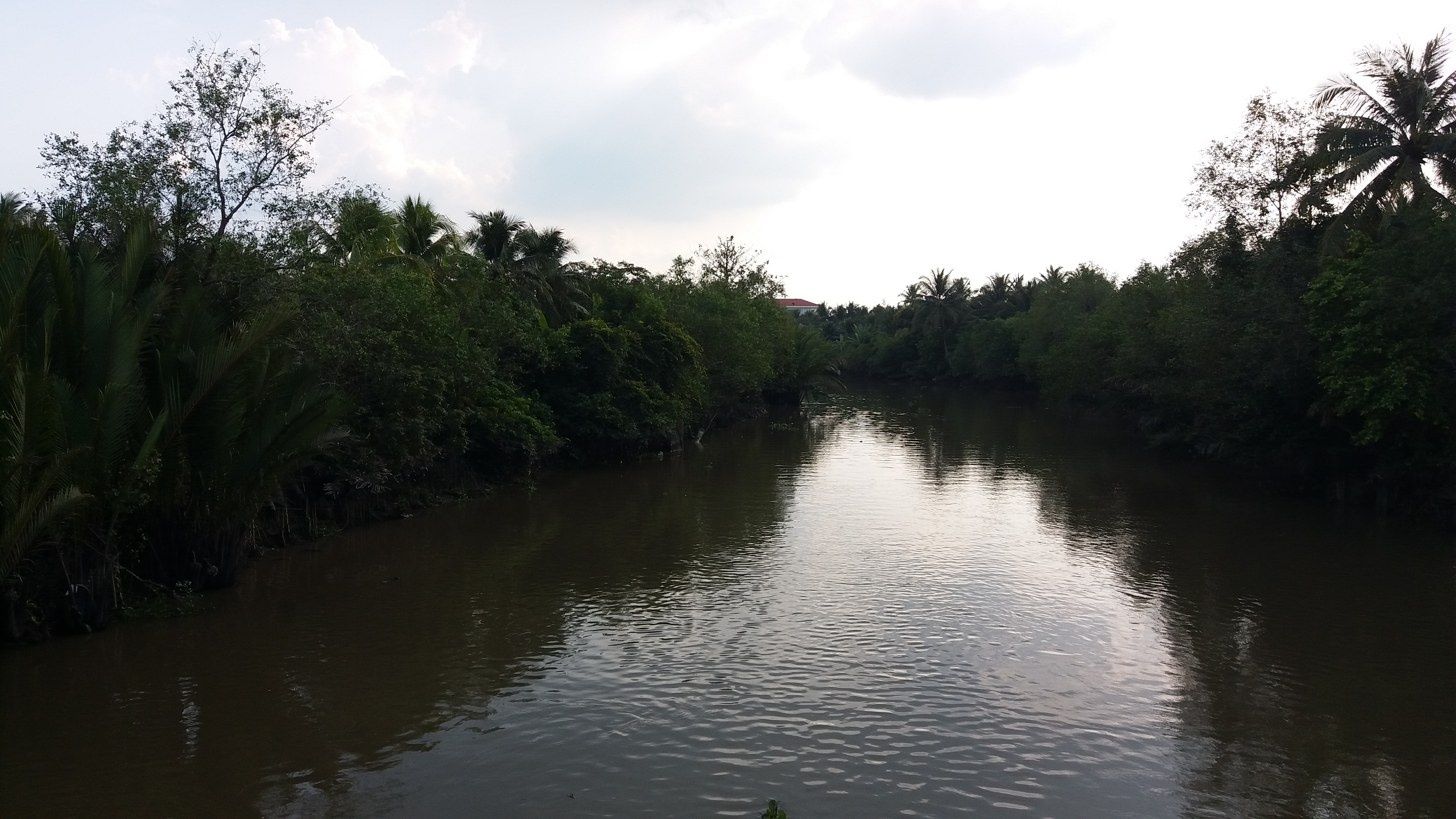
Một con sông nhỏ thuộc xã Bàn Long, vị trí nhìn về hướng nam, hướng đổ vào Rạch Gầm.

Đặc điểm tự nhiên: Diện tích tự nhiên 940,6 ha. Địa bàn xã có sông rạch Gầm chảy qua và hệ thống sông rạch chằng chịt, có đường liên 6 xã đi qua thuận tiện cho giao thông cả đường thủy lẫn đường bộ. Trong năm có hai mùa: mùa mưa và mùa nắng, bão lũ ít khi xảy ra. Đất nông nghiệp chủ yếu do phù sa sông Tiền bồi đắp nên rất hợp cho việc trồng các loại cây ăn trái có giá trị kinh tế như: vú sữa, sầu riêng, cây có múi,...
Tài nguyên
- Đất đai: Diện tích tự nhiên 940,6 ha. Trong đó đất nông nghiệp 806,5 ha, (đất trồng cây nông nghiệp 798,5 ha), đất phi nông nghiệp 118,5 ha.
- Mặt nước: Diện tích nuôi trồng thủy sản 8,5 ha, đang sử dụng 8,5 ha chủ yếu là nuôi các loại cá nước ngọt.

Nhân lực: Xã có 6 ấp, có 2.205 hộ, 8.636 khẩu. Số người trong độ tuổi lao động 5.682, lao động trẻ 4.470. Nguồn nhân lực khá dồi dào, nhưng chủ yếu là lao động phổ thông chưa qua đào tạo nghề.
- Tổng số hộ: 2.205
- Số hộ đạt tiêu chuẩn gia đình văn hóa: 2.081.
  - Năm 2014: 2.078 hộ
  - Năm 2015: 2.089 hộ
  - Năm 2016: 2.090 hộ
  - Năm 2017: 2.081 hộ.

## Hành chính
Xã Bàn Long được chia thành 6 ấp: Long Hoà A, Long Hoà B, Long Thành A, Long Thành B, Long Thạnh, Long Trị.

## Lịch sử
Bàn Long thời xưa thuộc 2 xứ Nam Phong, Bắc Bình dưới triều Gia Long thuộc Kiến Lợi, huyện Kiến Đăng, Kiến An, trấn Định Tường. Triều Minh Mạng thuộc Lợi Trường, Kiến Đăng, Kiến An, Định Tường.
Từ ngày 5 tháng 1 năm 1876, gọi là làng, thuộc hạt Tham biện Mỹ Tho.
Từ ngày 1 tháng 1 năm 1900, thuộc Mỹ Tho.
Từ ngày 22 tháng 3 năm 1912, thuộc Châu Thành, cùng tỉnh.
Ngày 19 tháng 11 năm 1927, thuộc Thuận Bình cùng quận.
Từ ngày 22 tháng 10 năm 1956, thuộc Định Tường.
Ngày 8 tháng 11 năm 1960, thuộc Long Định, cùng tỉnh.
Ngày 24 tháng 3 năm 1969, thuộc Sầm Giang, cùng tỉnh. Trong kháng chiến chống pháp, xã Bàn Long thuộc Châu Thành, Mỹ Tho, đến giai đoạn kháng chiến chống Mỹ, xã Bàn Long thuộc huyện Châu Thành Nam, Mỹ Tho.
Năm 1970, xã Bàn Long có diện tích tự nhiên 10,2 km², dân số 385 người.
Sau ngày 30 tháng 4 năm 1975, thuộc huyện Châu Thành tỉnh Tiền Giang.